# Strategic Air Command (film)
Strategic Air Command is een Amerikaanse film uit 1955 van Anthony Mann met in de hoofdrollen James Stewart en June Allyson.
De film is losjes gebaseerd op de carrière van honkbalspeler Ted Williams van de Boston Red Sox. Williams was een luchtmachtveteraan uit de Tweede Wereldoorlog die op het hoogtepunt van zijn honkbalcarrière als reservist werd opgeroepen tijdens de Koreaanse oorlog om weer te vliegen voor de luchtmachtafdeling van het Amerikaanse Korps Mariniers. Ook werd de film geïnspireerd door de belevenissen van brigadier-generaal Cifford Schoeffler, die op Groenland crashste met zijn B-36 bommenwerper.
Strategic Air Command was een groot succes in de bioscopen. Veel jongeren waren onder de indruk van de spectaculaire opnames van de vliegtuigen in actie en de aanmeldingen voor de luchtmacht stegen aanzienlijk in die tijd.

## Verhaal
Het is onaangename verrassing voor professioneel honkbalspeler "Dutch" Holland als hij hoort dat hij als reservist wordt opgeroepen voor 21 maanden actieve dienst in de luchtmacht. Dutch is een veteraan uit de Tweede Wereldoorlog en reserve luitenant-kolonel bij de luchtmacht. Maar de oproep doorkruist wel zijn sportieve carrière bij St. Louis Cardinals en erger bedreigt zijn prille huwelijk met Sally. Maar het blijkt dat de luchtmacht dringend behoefte heeft aan ervaren piloten om te dienen bij de Strategic Air Command (SAC), waar de bommenwerpers zijn uitgerust met atoombommen. Als hij het nieuws vertelt aan Sally reageert die laconiek en zegt dat ze het militaire leven wel kan verdragen. Gerustgesteld meldt Dutch zich op de Carswell Luchtmachtbasis in Fort Worth, Texas. Hij wordt piloot op een B-36 bommenwerper en ontmoet zijn bemanning waaronder zijn oude vriend, sergeant Bible, co-piloot Rocky Samford en navigator Ike Knowland. Terwijl Dutch zich vertrouwd maakt met de nieuwe bommenwerper krijgt hij te horen dat Sally zwanger is. De dagen schieten voorbij en twee weken voordat zijn vrouw moet bevallen, krijgt Dutch een opdracht voor een vierdaagse missie naar Groenland. Bij het naderen van de eindbestemming gaat het mis. Een lek in de brandstoftanks veroorzaakt brand in een van de vleugels. Op bevel van Dutch springt iedereen uit het vliegtuig behalve hijzelf en Ike. Met de grootste moeite weet Dutch een noodlanding te maken in de sneeuw, waarbij hij een verwonding aan zijn schouder oploopt. Ook Ike is gewond en de twee mannen moet enige dagen in extreme omstandigheden doorbrengen voordat ze door een reddingsteam worden gevonden. Eenmaal terug hoort Dutch dat hij een dochter heeft. De superieur van Durch, generaal Hawkes is diep onder de indruk van de goed uitgevoerde noodlanding. Hij toont Dutch het nieuwste vliegtuig van SAC, de B-47. Enthousiast over het toestel wil Dutch gelijk weer de lucht in, maar Sally is minder blij. Ze was al bang voor de crash, maar vindt nu dat Dutch te weinig aan haar en zijn kind denkt. Ze heeft gehoord dat der vervanger van Dutch bij de St. Louis Cardinals is geblesseerd en dat de coach met zijn handen in het haar zit. De leiding van de Cardinals wil Dutch terug, zeker nu het einde van de periode van 21 maanden nadert. Maar Dutch wil graag blijven vliegen. Zo graag dat hij verzwijgt dat zijn schouder ernstiger is gekwetst dan hij wil toegeven. De grote test voor de B-47 is een non-stop vlucht naar Japan. Maar Sally laat weten dat als hij in de luchtmacht wil blijven, ze niet kan instaan voor hun huwelijk. Een depressieve Dutch stijgt op met het nieuwe toestel en de bemanning merkt al snel dat de lange afstand een gruwel is. Met name Dutch lijdt veel pijn omdat zijn schouder stijf wordt van het lange zitten in de cockpit. Als het vliegtuig de landing inzet op Okinawa mist het en Dutch die misselijk is van de pijn moet een moeilijke landing uitvoeren. Met behulp van zijn copiloot lukt het ten slotte, maar het is duidelijk dat Dutch nooit meer zal vliegen. Hij gaat terug naar Sally en overweegt een aanbod om coach van een honkbalteam te worden.

## Rolverdeling
| Acteur         | Personage                                |
| -------------- | ---------------------------------------- |
| James Stewart  | Luitenant-kolonel Robert "Dutch" Holland |
| June Allyson   | Sally Holland                            |
| Frank Lovejoy  | Generaal Ennis C. Hawkes                 |
| Barry Sullivan | Luitenant-kolonel Rocky Samford          |
| Alex Nicol     | Majoor Ike Knowland                      |
| Bruce Bennett  | Generaal-majoor Epsy                     |

### Productie
James Stewart nam tijdens de Tweede Wereldoorlog vrijwillig dienst bij wat nog het US Air Corps heette, de luchtmachtafdeling van het Amerikaanse leger. Stewart maakte geen films meer en verbrak voor lange tijd zijn banden met Hollywood. Hij begon als tweede luitenant en werd piloot op B-17 en B-24 bommenwerpers, commandant van zijn squardon en vloog zo'n twintig missies boven vijandelijke grondgebied. Het waren gevaarlijke vluchten en twintig vluchten was het aantal dat een bemanning moest behalen voordat men mocht afzwaaien. Stewart klom op tot luitenant-kolonel en werd gezien als een oorlogsheld. Na de oorlog had hij moeite om weer als acteur terug te komen, maar begin jaren vijftig was hij weer helemaal terug. Stewart bleef reserve-luitenant kolonel bij de Amerikaanse luchtmacht en zou nog een vlucht boven vijandelijk gebied uitvoeren tijdens de Vietnamoorlog. Tijdens de opnames van de film was hij gepromoveerd tot reserve-kolonel en zou uiteindelijk afzwaaien als reserve brigade-generaal. Met deze achtergrond was Stewart uitstekend geschikt voor de rol van Dutch Holland. Hij was dan ook de grote inspirator van de film en wilde een sympathiek en warm portret van de SAC schilderen. Paramount kon voor de productie rekenen op de volledige medewerking van de Amerikaanse luchtmacht die toestond dat er werd gefilmd op MacDill Air Force Base in Tampa, Lowry Air Force Base, Colorado en Carswell Air Force Base, Texas. Voor de opnames van het honkballteam kreeg de studio de medewerking van de echte St. Louis Cardinals, waarvan de spelers meewerkten aan de film, terwijl er ook gefilmd mocht worden op het trainingsveld op Al Lang Field in St. Petersburg, Florida. Een hoofdrol was weggelegd voor de vliegtuigen.
De film laat opnames in het nieuwe VitaVision-opnamesysteem zien van de B-36-bommenwerper, het eerste toestel dat de waterstofbom vervoerde, en van de opvolger van de B-36: de B-47. Technische adviezen voor de film werden gegeven door brigadier-generaal Clifford Schoeffler, wiens crash met een B-36 op Groenland model stond voor de crash in de film. Het personage van Generaal Ennis Hawkes was gebaseerd op de echte commandant van de SAC Curtis LeMay. Stuntvlieger Paul Mantz ten slotte deed al het echte vliegwerk. Mantz zou om het het leven komen in 1965 bij het maken van een andere vliegfilm met James Stewart The Flight of the Phoenix.

## Ontvangst
De film was de zesde meest verdienende film van 1955. De bezoekers en critici waren niet zo onder de indruk van de scènes tussen Stewart en June Allyson, maar prezen de opnames van de vliegtuigen en de spektakelscènes daarom heen. In 1955 was de VS verwikkeld in een koude oorlog met de USSR en de SAC zorgde volgens de luchtmacht voor een constante bescherming tegen de vijand. Hoewel er tegenwoordig wat anders tegen die tijd wordt aangekeken, was er in de jaren vijftig in de VS een grote angst voor het communisme en de USSR. Veel jonge bezoekers die de film zagen meldden zich daarna aan voor de luchtmacht. De luchtmacht zag dan ook graag een vervolg en in 1957 kwam Bombers B-52 uit, gevolgd door A Gathering of Eagles in 1963

## Prijzen
Er was een Oscarnominatie in 1955 voor het Beste Scenario.